# Socorro do Piauí
Socorro do Piauí est une municipalité brésilienne située dans l'État du Piauí.